# ان‌جی‌سی ۳۳۷۰
ان‌جی‌سی ۳۳۷۰(به انگلیسی: NGC 3370) (یا UGC 5887) یک کهکشکان مارپیچی در فاصله ۹۸ میلیون سال نوری در صورت فلکی شیر است. از لحاظ اندازه این کهکشان بسیار مشابه راه شیری است.